# Blupi
Blupi è un personaggio immaginario originariamente creato per i computer Smaky, sviluppati e commercializzati dall'azienda svizzera Epsitec. Inizialmente chiamato Toto, il personaggio è stato successivamente rinominato Blupi per la distribuzione sui mercati internazionali e infine Eggbert per i paesi di lingua inglese.
Blupi debutta nel 1988 con il videogioco Toto à la maison, primo titolo in cui compare come protagonista. Da allora è apparso in una decina di giochi, molti dei quali sono stati in seguito adattati per i sistemi operativi DOS e Windows.
I videogiochi con Blupi si distinguono per la varietà di generi proposti, che includono titoli ludo-educativi, punta e clicca, platform, rompicapo, gestionali e strategici in tempo reale. Anche la visuale dei giochi varia, passando dalla classica grafica 2D a scorrimento laterale a rappresentazioni isometriche 3D.

## Concezione e sviluppo
Il personaggio di Blupi nasce nel 1974 per opera di Daniel Roux, all'interno di un fumetto intitolato La guerre des Blup. A partire dal 1979, Blupi viene utilizzato anche per illustrare la documentazione tecnica dei software sviluppati per i computer Smaky, divenendo in breve tempo la mascotte ufficiale del marchio.
Blupi presenta un aspetto semplice: è di forma ovoide, con grandi occhi espressivi. Originariamente rappresentato in bianco e nero, appare in giallo nei materiali e nei videogiochi più recenti.

### Evoluzione dei giochi di Blupi
I giochi della serie Blupi nascono con l'obiettivo di accompagnare i bambini nei primi passi dell'apprendimento, introducendo concetti come l'alfabeto, il calcolo e la motricità fine tramite l'interazione con il computer. Daniel Roux, ideatore del personaggio, aveva già realizzato alcuni semplici videogiochi prima di Toto à la maison, tra cui un rompiblocchi.
Con il tempo, i titoli della serie si sono progressivamente allontanati dal genere ludo-educativo, spostandosi verso giochi di rompicapo come Planète Blupi o d'avventura come Speedy Blupi (conosciuto anche come Speedy Eggbert nei paesi anglofoni).
Secondo quanto dichiarato da Daniel Roux nel 1997, Blupi nacque come una raccolta di piccoli software educativi, ma si è evoluto in un vero e proprio videogioco più articolato e accattivante. Lo sviluppo dei giochi era fortemente ispirato dall’esperienza personale dell'autore, che li creava per accompagnare l’apprendimento dei propri figli, i quali fungevano anche da primi beta tester.
Negli anni successivi, Daniel Roux ha contribuito anche allo sviluppo di altri videogiochi, come Colobot (2001) e BuzzingCars (2002), in cui Blupi fa una breve apparizione. Il personaggio è tornato protagonista nel 2003 con Blupimania 2, ultimo titolo a lui dedicato.
Parallelamente, Roux ha continuato a lavorare su software non videoludici, in particolare sul programma di contabilità Crésus, che è diventato il prodotto di punta dell’azienda Epsitec. In seguito, l'azienda ha progressivamente abbandonato la produzione di videogiochi per concentrarsi sullo sviluppo di applicazioni gestionali. Secondo quanto affermato da Cathi Nicoud, direttrice dell’azienda all’inizio degli anni 2000, la creazione di videogiochi non era considerata un’attività economicamente sostenibile, ma piuttosto una forma di diversificazione, realizzata per passione e creatività.
A partire dal 1993, gran parte dei giochi della serie Blupi, originariamente sviluppati per i computer Smaky, sono stati adattati per funzionare sui sistemi operativi DOS e Windows.

## Apparizioni
Blupi compare per la prima volta nel videogioco Toto à la maison (1988), e da allora è il protagonista della maggior parte dei titoli sviluppati da Daniel Roux ed Epsitec. Appare nei giochi educativi Toto à la campagne (1988), Toto s'amuse (1990), Toto se promène (1991), Toto apprend le vocabulaire (1992) e Toto explorateur (1993), pensati per accompagnare i bambini nell'apprendimento attraverso attività ludiche. In seguito, Blupi è presente in titoli più complessi come Blupimania (1994), Planète Blupi (1997), Speedy Blupi (1998) e Speedy Blupi II (2001), che segnano un'evoluzione verso i generi rompicapo, avventura e strategia. Il personaggio torna infine in Blupimania II (2003) e nel recente Blupi is Back (2024), confermandosi come figura iconica del panorama videoludico legato agli ambienti Smaky, DOS e Windows.

### Eredità
I giochi della serie Blupi sono stati tradotti in circa venti lingue. Planète Blupi è stato distribuito in Francia dalla società Microfolie's, mentre Speedy Eggbert ha trovato distribuzione negli Stati Uniti grazie alla collaborazione con l'azienda eGames. Quest’ultimo ha beneficiato di una distribuzione su larga scala anche attraverso accordi con catene come Burger King e Walmart. Il gioco ha superato le 100.000 copie vendute a livello mondiale.
Alcuni titoli della serie includevano editor di livelli, caratteristica ancora poco comune all'epoca della loro pubblicazione. Questi strumenti hanno contribuito in modo significativo alla popolarità della serie, permettendo agli utenti di creare e condividere i propri livelli di gioco.
Negli anni recenti, Mathieu Schroeter si è impegnato a rendere disponibili i codici sorgente dei giochi Blupi e a garantirne la compatibilità con i moderni sistemi operativi. Ha inoltre creato e mantenuto una piattaforma online dedicata alla conservazione e alla diffusione di questi giochi. Tale progetto mira anche alla pubblicazione di alcuni titoli storici di Daniel Roux e di Epsitec come software open source.